# 辰
辰是地支之一，通常當為地支的第五位，其前為卯、其後為巳。辰月从清明（公历4月5±1日）当日开始到立夏（公历5月6±1日）前一天为止，大致為農曆三月，辰時為二十四小時制的07:00至09:00，辰在方向上指東南偏東。五行裡辰代表土，陰陽學說裡辰為陽。
辰有振作之意，因此亦指草木整齊地全面覆蓋地面的狀態。在後世，人們為了便於記憶，因此將每一地支順序對應每一生肖，所以辰與十二生肖的龍搭配，在二十八宿的對應是亢宿（亢金龍）。

## 含辰的干支
- 戊辰
- 庚辰
- 壬辰
- 甲辰
- 丙辰

## 文化考察
辰在二十八宿的對應星宿是亢宿（亢金龍），但也有學者認為辰對應了了心宿（即天蝎座的一部分），傳說中心宿二是蒼龍的心，故生肖為龍。在泰國、柬埔寨、寮國、緬甸及斯里蘭卡所用的佛曆中， 龍則為那伽所取代；在古隆族文化中，此生肖則是鷹；在波斯文化中為鯨；在古突厥曆法中則為魚。